# أرجونة
بلدية أَرْجُونَة أو أرخونا (بالإسبانية: Arjona) هي بلدية تقع في مقاطعة خاين التابعة لمنطقة أندلوسيا جنوب إسبانيا.

## الديموغرافيا
بلغ عدد سكان بلدية أرجونة 5.771 نسمة عام 2011 (وفقاً للمعهد الوطني للإحصاء الإسباني).
| 5.660 | 5.695 | 5.659 | 5.759 | 5.826 | 5.822 | 5.771 |

## أعلام
- أبو عبد الله محمد الثاني
- أبو عبد الله محمد الأول